# 철혈근황대

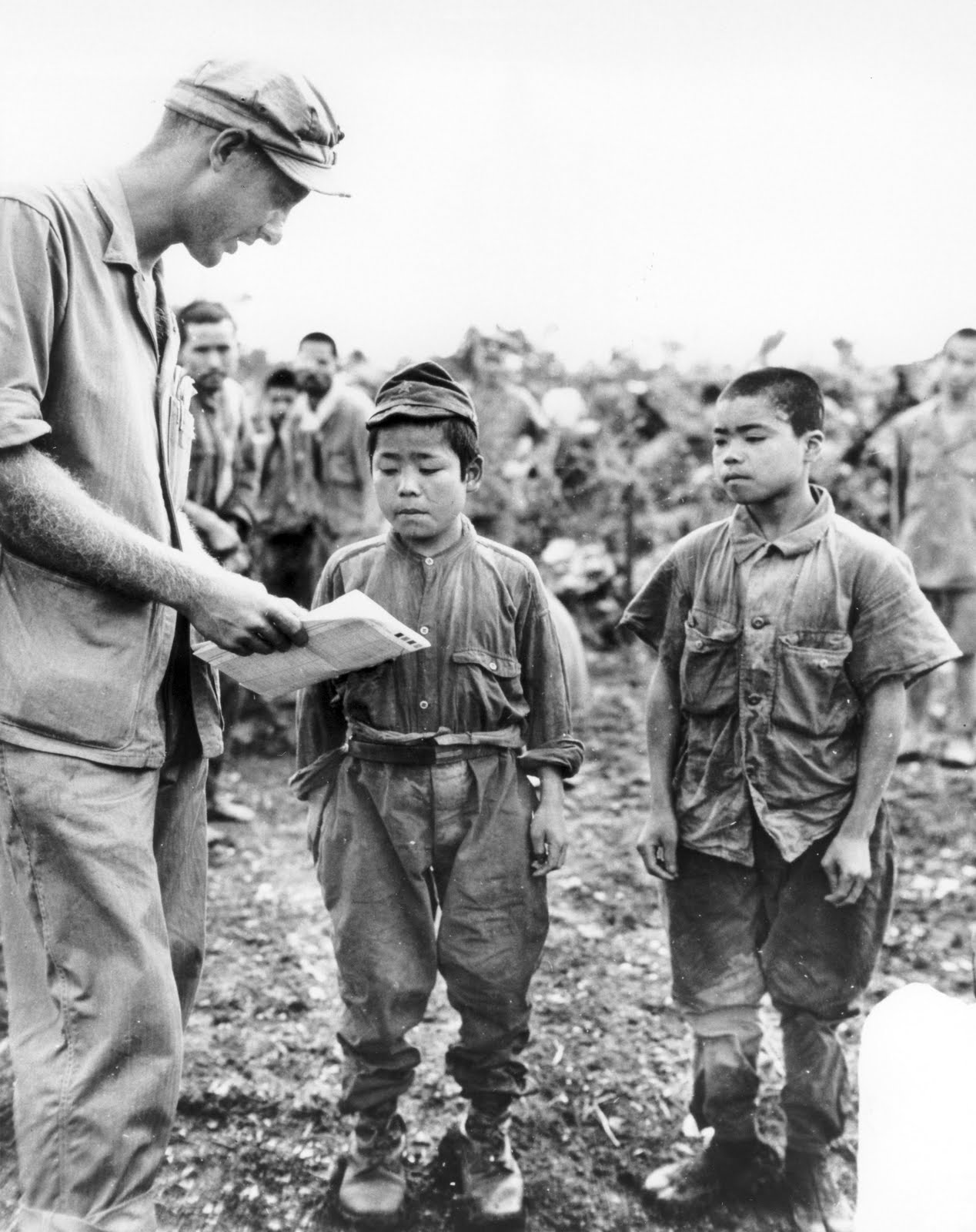
오키나와 전투에서 포로가 된 소년병

철혈근황대(鉄血勤皇隊, 뎃케츠킨노다이)는 태평양 전쟁 당시 오키나와현에서 일본군이 동원한 소년병이다. 오키나와 전투 당시 14세에서 16세 사이의 학생을 동원하여 정규군에 병합하였다. 상당수의 대원이 실제 전투에 투입되어 전사하였다. 철혈(鉄血, 무기와 피)로서 천황을 지킨다(근황)는 의미를 지니고 있다.

## 개요
태평양 전쟁 말기에 이르러 전황이 악화되고 전쟁이 장기화 하자 일본군은 심각한 병력 부족 상황에 처하게 되었다. 이에 따라 일본 육군성은 차례차례 육군성령을 포고하고 시행 규칙을 개정하여 병력 충원을 하고 있었다. 오키나와에 미군 상륙이 임박하자 14세 이상 소년을 소집하여 철혈근황대를 만들었다.
원래 방위대 소집은 17세 이상을 대상으로 하고 있었으나 1944년 12월 육군성성 제58호 〈방위소집규칙〉과 육군성령 제59호 〈육군소집규칙〉을 개정하고 "일부 지역"에 대해 방위 소집의 연령을 낮출 수 있도록 한 것이다. 이른바 전연지대(前縁地帯, 전선 인접 지대)로 불린 오키나와현, 아마미제도, 오가사와라제도, 쿠릴열도, 타이완이 그 대상이었고 방위대 소집 연령을 14세로 낮추어 17세 미만이라도 지원할 경우 방위대로 편성할 수 있도록 하였다.。 그러나 실제로는 해당 연령의 학생 전원이 "지원"하도록 하였고 사실상 모든 학생이 소년병으로 소집되었다. 이러한 육군성령에 대해 일본 내무성은 "사실상 징집 연령을 낮추는 조치로서 임의로 병역법을 개정하는 것과 같이 때문에 헌법 위반의 소지가 있다"고 반발하였지만 육군성의 주도로 1945년 6월 23일 《의용병역법》을 제정하여 법률 시비를 비켜갔다.
실제 절차에서도 학교 단위로 편성되어 법률이 정한 '지원하여 제2국민병역에 편입된 자를 대상으로 한다'는 규정과는 달리 강제성을 띄고 있었고, 심지어 학교장이나 배속 장교가 친권자의 동의서를 위조하는 일도 서슴치 않았다. 이와 같이 내무성의 우려는 현실화되었다. 한편, 경우에 따라서는 실무자들이 학생을 돌려 보낸 사례도 있었다. 현립 제2중학교의 배속 장교는 식량이 모자라다는 이유로 학생을 돌려보냈고, 현립 농림학교의 교사는 자신이 총살을 당할 각오를 하고 학생들을 돌려보냈다.
소집 대상의 법적 처지는 전쟁 후 유족 원호에도 문제가 되었다. 일본 후생성은 철혈근황대의 17세 미만 소년병의 방위대 소집에 법적 하자가 있어 소집 자체가 무효이므로 군인 신분을 인정할 수 없고 따라서 유족에 대한 원호도 불가하다고 주장하였다. 이 문제는 결국 "사실상 군인"이라는 정치적 판단에 의해 처리되었다. 후생성은 특히 제2국민병역에 편입하는 절차인 "지원"의 임의성이 담보되지 않았다는 점을 문제로 삼았다. 국가에 의한 피해 당사자에 대한 처우에서 국가가 스스로의 절차상 문제를 이유로 보상을 거부한 셈이다.
당시 일본제국의 법으로서도 위법하였던 소년병 소집의 결과 1945년 3월 1780 명의 중학생(오늘날의 중학생과 고등학생)을 대상으로 철혈근황대가 조직되었고 그 가운데 약 절반이 사망하게 된다. 이 가운데 17세 미만의 전사자는 567명에 달했다.

## 편성
미국 국립문서기록관리청에 보존된 자료 중에는 철혈근황대와 관련한 다수의 문서가 있다.。
《철혈근황대의 편성 및 활용에 관한 각서》는 오키나와 수비군이었던 일본 육군 제32군과 오키나와현 당국 사이의 합의문으로 "각 학교마다 철혈근황대를 편성해 군의 긴밀한 협조 아래 군사훈련을 실시하고, 비상 상황이 되면 직접 군 조직에 편입해 전투에 참가시킨다"라고 되어 있어 언제라도 방위대로 소집할 수 있도록 각급 학교의 교장을 대장으로 하고 14세 이상의 모든 남자 학생을 대상으로 하는 철혈근황대가 편성되었음을 알 수 있다. 소년병을 지휘할 제32군은 훈련 지원 계획은 "강력한 일본군 병사로서 황토 방위 전투에 대비"하기 위해 "실제 전투에 적응한" 훈련을 실시하기로 되어 있었다. 
당시 제32군의 사령관은 우시지마 미쓰루로 "지역작전명령 갑 제110호"로서 군대가 철혈근황대에 대한 훈련을 지원하도록 명령하였다. 또한 《철혈근황대 방위소집 요령》과 그에 따른 첨부 문서에서는 제32군이 오키나와현 당국에게 학생들의 방위대 소집에 대비한 서류를 작성하도록 명령하였고, 시마다 에이(島田叡) 현 지사가 학교를 통해 수집한 학생 명단을 군에 제출해 언제든지 소집할 수 있도록 준비돼 있었다.
일본군은 미군에 대해 학생들도 전투원임을 선포하였지만, 이러한 선포를 알지 못한 미군은 학생들을 민간인으로 취급하여 "너희들은 포고로 삼지 않는다"라고 말했지만, 학생들 가운데는 이 말을 오해하여 절망한 나머지 자결하는 비극이 있기도 하였다.。

## 임무
철혈근황대는 물자 부족으로 제대로 된 장비를 갖추지 못한 채 각종 임무에 투입되었다. 진지를 구축하고, 전령으로서 운용되었으며 통신을 담당하기도 하였고, 심지어 탱크에 대한 육탄 공격을 강요받기도 하였다. 전차에 대한 육탄 공격은 급조된 뇌관을 단 10 킬로그램의 화약을 짊어 지고 전차로 뛰어 드는 자살 공격이었다. 차체의 징갑은 두껍기 때문에 전차에 치이듯이 뛰어들어 캐터필러를 파손시키는 것을 목표로 하였는데, 이렇게 하기 위해서는 몸집이 작은 쪽이 유리하다며 철혈근황대의 나이가 어린 소년병이 자살 특공을 나서게 하였다. 전령도 어린 학생 여럿에게 동일한 문서를 들려 주고 전달하게 하여 다수가 사망하더라도 한 사람만 문서를 전달하면 된다는 식으로 운용되었다. 전투 막바지에 이르러서는 소년병에게도 일반 병사와 같이 〈전진훈〉(戦陣訓)을 따르도록 하여 포로가 되느니 자결하라고 강요하였다.
2008년 미국 국립문서관리청에서 패색이 짙어져 자결을 앞둔 우시지마 미쓰루가 철혈근황대의 정보선전대인 치하야다이(千早隊, 천조대) 부대장에게 보낸 훈령이 발견되었다. 이 훈령에서 우시지마는 전쟁에 패하고 부대가 해체되더라도 게릴라전을 계속하라고 종용하고 있다. 이 문서는 철혈근황대 해산 전후인 1945년 6월 18일자로 발령되었다.

## 참여 인원과 전사자 수
| 학교명                                                         | 부대명               | 동원자 수 | 전사수 | 전사율 |
| -------------------------------------------------------------- | -------------------- | --------- | ------ | ------ |
| 오키나와 사범학교                                              | 사범철혈근황대       | 386 명    | 224 명 | 58.0%  |
| 현립 제1중학교                                                 | 일중철혈근황대       | 371 명    | 210 명 | 56.0%  |
| 현립 제2중학교                                                 | 이중철혈근황대       | 144 명    | 127 명 | 88.2%  |
| 현립 제3중학교                                                 | 삼중철혈근황대       | 363 명    | 37 명  | 10.2%  |
| 현립 공업학교                                                  | 공업철혈근황대       | 94 명     | 85 명  | 90.4%  |
| 현립 농림학교                                                  | 농림철혈근황대       | 173 명    | 41 명  | 23.7%  |
| 현립 수산학교                                                  | 수산철혈근황대       | 49 명     | 23 명  | 46.9%  |
| 나하 시립 상공학교                                             | 상공철혈근황대       | 99 명     | 72 명  | 72.7%  |
| 카이난중학교                                                   | 카이난철혈근황대     | 81 명     | 70 명  | 86.4%  |
| 현립 미야코중학교                                              | 미야코증철혈근황대   | 불명      | 0 명   | 0.0%   |
| 현립 야에야마중학교                                            | 야에야마중철혈근황대 | 20 명     | 1 명   | 5.0%   |
| 현립 야에야마농학교(남자)                                      | 야에야마농철혈근황대 | 불명      | 불명   | 불명   |
| 합계                                                           | 합계                 | 1,780 명  | 890 명 | 50.0%  |
| 출처： 《걷고 보며 생각하는 오키나와》(歩く・みる・考える沖縄) |                      |           |        |        |

## 오키나와 전투와 소년병
오키나와 전투가 일어나자 철혈근황대 이외에도 "호향대"(護郷隊, 고향을 지키는 부대)라는 이름으로 소년병 부대가 조직되었다. 철혈근황대가 중학교와 사범학교의 남학생을 대상으로 조직된 것에 비해, 호향대는 청년학교 남학생을 중심으로 조직되었다. 농림학교 학생의 일부도 철혈근황대가 아닌 호향대에 편성되어 오키나와섬 북부 전투에 투입되었다.

### 호향대
오키나와의 호향대는 1944년 9월 26일 포고된 일본군 대본영령을 근거로 14세에서 17세 사이의 소년을 대상으로 조직되었다. 육군나카노학교 출신의 무라카미 하루오(村上治夫) 대위가 지휘하였다. 철혈근황대와 같이 시행 절차에는 "지원"이 원칙이었지만 편성에는 사실상 강제성을 띄었다. 800에서 1,000 명의 소년병이 소집되어 162명이 사망하였다.

### 히메유리 간호대
철혈근황대가 전투에 동원되는 사이 여학생들은 히메유리 간호대로 동원되어 부상병의 치료와 문서의 작성을 비롯한 각종 수발에 동원되었다.

## 아동의 권리
국제연합의 아동의 권리에 관한 협약 제38조 제3항은 15세 미만의 아동에 대한 전쟁 동원을 인권 유린으로 규정하고 금지하고 있다. 또한 국제형사재판소에 관한 로마규정은 15세 미만의 아동을 징집 또는 모병하거나 적대행위에 적극적으로 참여하도록 이용하는 행위를 전쟁 범죄로 규정하고 있다.
 당사국은 15세 미만의 사람을 징병하여서는 아니된다. 15세 이상 18세 미만의 사람에 대하여 징병하는 경우, 당사국은 그 중 최연장자를 우선 징병하도록 노력하여야 한다.— 아동의 권리에 관한 협약 제38조제3항

일본은 전쟁 후 오키나와의 소년병 동원에 군의 강요가 있었다는 점을 인정하였지만, 아베 신조가 총리로 재직하던 2007년 교과서에서 군의 강요와 관련한 내용을 지우고 이를 부정하였다.

## 참고 문헌
- 大田昌秀『血であがなったもの 鉄血勤皇師範隊／少年たちの沖縄戦』（那覇出版社、1977年） ISBN 4890951296
- 大田昌秀『沖縄のこころ－沖縄戦と私』－岩波新書 1972年 ISBN 9784004111030
- 兼城一 編著『証言・沖縄戦 沖縄一中鉄血勤皇隊の記録』上、下（高文研、2000年、2005年）上 ISBN 4874982409、下 ISBN 4874983510

- 藤原彰編「沖縄戦と天皇制」（首都圏の研究者らによる論文集/立風書房、1987年）ISBN 9784651700397
- 藤原彰「沖縄戦――国土が戦場になったとき」青木書店 2001年 ISBN 9784250201394
- 오키나와타임스 편, 김란경 외 역, 《철의 폭풍》, 산처럼, 2020년, ISBN 978-89-9006-295-6